# Turk Barrett
Turk Barrett è un personaggio dei fumetti, creato da Gary Friedrich, Roy Thomas (testi) e Gene Colan (disegni) pubblicato dalla Marvel Comics. La sua prima apparizione avviene in Daredevil (Vol. 1) n. 69 (ottobre 1970).
Criminale recidivo, inetto e di poco conto operativo a Hell's Kitchen, Turk ha avuto numerosi scontri con Devil venendo spesso utilizzato da lui anche in qualità di informatore. Nelle storie del supereroe ricopre spesso un ruolo comico.

## Biografia del personaggio
Nato nel quartiere di New York noto come Hell's Kitchen (in inglese: "cucina dell'inferno"), Turk Barrett si dà al crimine fin da ragazzino divenendo uno dei molti subalterni di Roscoe Sweeney, detto "Il Sistematore". Dopo la morte del suddetto, Turk diviene un ladruncolo e un truffatore di basso profilo dopodiché entra in una gang di auto-proclamati rivoluzionari, i "Thunderbolts", ma, in seguito alla sconfitta a opera di Devil e Pantera Nera, viene espulso ed entra quindi brevemente alle dipendenze dell'assassino prezzolato Eric Slaughter. In seguito Turk tenta di impressionare Kingpin e farsi assumere da lui; pur di sconfiggere Devil il criminale ruba e indossa l'armatura M.A.U.L.E.R. venendo però sconfitto in pochi istanti poiché incapace di servirsene a dovere.
Fallito il tentativo di rapire un candidato sindaco, Turk viene imprigionato a Ryker's Island riuscendo poi malamente ad evadere e tentando, senza successo, di rientrare nelle grazie di Kingpin. Frustrato, il criminale ruba l'armatura di Stilt-Man e tenta nuovamente di sconfiggere Devil riportando l'ennesima sconfitta.
Successivamente, Turk viene usato come informatore da Devil o altri supereroi, causa involontariamente la distruzione del Josie's Bar e libera Bullseye su ordine di Kingpin per cui torna a lavorare fino al termine della guerra civile dei superumani. Entrato poi al servizio di Mister Fear, Turk inizia a temere si stia spingendo troppo oltre e lo tradisce alleandosi con Hood.
Quando Kingpin fa ritorno a New York Turk diviene il suo luogotenente ufficiale ma, in seguito, si convince che il boss criminale sia impazzito, motivo per il quale rivela a Devil come trovarlo.

## Altre versioni

### House of M
Nella realtà alternativa di House of M, Turk è un membro della gang di Willis Stryker e, dopo la sua sconfitta, segue spontaneamente Luke Cage quando prende controllo del gruppo.

### Ultimate
Nell'universo Ultimate, Turk è un boss criminale che, impressionato dalle capacità combattive di Jefferson, il fratello di Aaron Davis, gli offre un posto come picchiatore nella sua banda.

## Altri media

### Cinema
- Turk avrebbe dovuto essere presente nel Director's Cut di Daredevil del 2005.

### Televisione
- Turk, interpretato da Mark Acheson, appare in un ruolo minore nel film TV del 1989 Processo all'incredibile Hulk. In tale versione, anziché afroamericano, il personaggio è caucasico.
- Nelle serie televisive Netflix legate al franchise del Marvel Cinematic Universe (MCU), Turk Barrett è interpretato da Rob Morgan. È l'unico personaggio a comparire in tutte le sei serie Netflix ed è quello che appare in più stagioni diverse. 
  - In Daredevil è un criminale dedito soprattutto nel traffico di armi e esseri umani, che si scontra spesso col protagonista.[29] Nella seconda stagione viene preso in ostaggio dalla Mano assieme a Karen Page e molti altri civili.
  - In Jessica Jones appare nella seconda stagione, dove viene contattato da Geri Hogarth per comprare un'arma.
  - In Luke Cage è un informatore occasionale di Cottonmouth e Diamondback.[30] Nella seconda stagione gestisce un negozio, dove il protagonista, accompagnato da Danny Rand, si reca per informazioni.
  - In The Defenders, Turk viene costretto da Luke Cage a dargli informazioni sul l'individuo noto come "Cappello Bianco".
  - Compare in due puntate di The Punisher (in una puntata della prima stagione e in una puntata della seconda stagione).
  - Compare nella seconda stagione di  Iron Fist, dove vende delle armi a Mary Walker e a Ward Meachum.